# Cantonul Saint-Héand
Cantonul Saint-Héand este un canton din arondismentul Saint-Étienne, departamentul Loire, regiunea Rhône-Alpes, Franța.

## Comune
| Comune                 | Populație (1999) | Cod poștal | Cod INSEE |
| ---------------------- | ---------------- | ---------- | --------- |
| L'Étrat                | 2 663            | 42580      | 42092     |
| Fontanès               | 630              | 42140      | 42096     |
| La Fouillouse          | 4 390            | 42480      | 42097     |
| Marcenod               | 625              | 42140      | 42133     |
| Saint-Christo-en-Jarez | 1 766            | 42320      | 42208     |
| Saint-Héand            | 3 671            | 42570      | 42234     |
| Sorbiers               | 7 606            | 42290      | 42302     |
| La Talaudière          | 6 459            | 42350      | 42305     |
| La Tour-en-Jarez       | 1 261            | 42580      | 42311     |